# جي إف كي (فلم)
جي اف كي (jFK) هو فيلم صدر في عام 1991 من إخراج أوليفر ستون يحكي خيوط وملابسات اغتيال الرئيس الأمريكي السابق جون كينيدي ويحمل الفيلم الكثير عن تفاصيل حياة الرئيس وأسراره السياسية والاجتماعية بقالب فيه الكثير من التفسيرات والخيال، الفيلم من بطولة كيفين كوستنر وتومي لي جونز و ممثلون آخرون.

## الجوائز
حاز الفيلم على جائزة الأوسكار لأحسن فيلم وأحسن مخرج

## وصلات خارجية
- مقالات تستعمل روابط فنية بلا صلة مع ويكي بيانات